# 작은눈귀상어

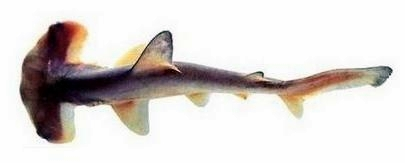

작은눈귀상어(학명:Sphyrna tudus)는 흉상어목 귀상어과에 속하는 물고기이다. 몸길이는 1.2m~1.3m로 귀상어과의 어류들 중에서 가장 작은 종에 속하는 어종이다.

## 특징과 먹이
작은눈귀상어는 다른 귀상어과의 어류들 중에서도 가장 작은 눈을 가진 것이 특징이다. 영어권에서는 스몰아이 해머헤드 샤크(Smalleye hammerhead Shark)라는 이름으로 불리는 어종이다. 작은눈귀상어는 1980년대에 과학적으로서 기록된 머리, 측면 및 지느러미에 독특한 황금색을 가지고 있으며 이로 인해 다른 이름으로는 황금귀상어란 이름으로도 불리는 어종이다. 모든 귀상어과의 어류들과 같이 그 머리는 평평하고 측면이 세팔로피일라라는 망치의 모양을 가진 구조로 확장되었으며 특히 작은눈귀상어는 다른 귀상어과의 어류들과는 독특하고 차별이 되는 중앙 및 측면 들여쓰기와 아치형의 모습을 가진 전면의 마진에 넓고 긴 망치의 머리를 가진 것이 특징이다. 몸의 옆줄을 기점으로 몸의 등쪽은 갈색과 황금색이 혼합되어 있으며 배쪽은 흰색을 띈다. 몸은 유선형의 상당히 날씬한 망치의 모양인 세팔로피일의 넓고 길며, 몸길이의 28%-32%를 측정하는 범위, 선두의 마진은 중간과 양쪽에 들여쓰기가 있는 넓은 아치를 형성한다. 갓 태어난 유어는 성어에 비해서 세팔로오일이 더 길고 더 아치형이며 들여쓰기가 덜 하다. 세팔로오일의 끝에 자리잡은 눈은 다른 귀상어과의 어종들보다 작은 대신에 다른 귀상어과의 어류들에게는 없는 틈새 막을 가지고 있다. 콧구멍은 눈의 바로 안쪽에 위치하며 각각의 잘 발달된 홈이 세팔로피일의 중심을 향해 위치해 있다. 등지느러미는 2개이며 제1등지느러미는 키가 크고 가슴지느러미가 끝나는 바로 윗부분에서 시작이 되고 낫 모양의 팔가테를 가진다. 그것은 무료 후면의 팁이 골반지느러미에서 기원이 된다. 제2등지느러미는 제1등지느러미보단 작지만 오목하고 후행 마진이 있는 여전히 큰 지느러미의 핀이 된다. 골반지느러미는 거의 직선 후행 마진을 가지고 있으며 항문지느러미는 제2등지느러미보다 키가 크고 길다. 배지느러미는 잘 발달된 하부 엽과 상부 로브의 끝 근처에 노치가 존재한다. 진피 성결은 5개의 수평 능선이 있는 타원형으로 한계 치아로 이어진다. 작은눈귀상어의 가장 큰 특징은 착색이다. 뒷면과 2개의 등지느러미는 회색에서 노란색으로 변하며 세팔로페여그, 측면, 아래쪽, 가슴지느러미, 골반지느러미, 배지느러미, 항문지느러미는 금속 또는 무지개 빛의 밝은 광택이 나는 노란색이 혼합되어 있다. 갓 태어난 유어는 성어와는 달리 위가 회색으로 제1등지느러미가 어둡게 아래는 회끄무레한 특징이 있다. 양턱에는 30개~32개의 이빨이 존재하며 위턱의 이빨은 15개~16개의 상부 이빨과 아래턱의 이빨은 15~17개의 하부 이빨로 구성된다. 먹이로는 멸치, 청어, 정어리, 꽁치, 고등어와 같은 물고기들과 오징어와 같은 두족류랑 갑각류를 주로 먹는 육식성물고기에 속한다.

## 서식지, 산란기, 어획, 보호 활동
작은눈귀상어의 주요한 서식지는 동부 대서양으로 베네수엘라부터 브라질까지의 남아메리카에서만 주로 서식하는 어종이다. 대륙붕으로 이뤄진 연안의 진흙, 모래, 자갈이 많은 수심 10~100m의 해저에서 서식하는 표해수대의 어류이다. 산란기는 8월~9월인 늦은 여름과 이른 가을이며 산란기에 수컷의 수정을 받은 암컷은 약 10개월의 임신 기간을 거쳐서 이듬해의 여름에 5~12마리의 유어를 출산한다. 수컷은 태어나서 92cm까지 성장했을 때에 성적으로 성숙해지며 암컷은 태어나서 1m를 넘겼을 때에 성적으로 성숙하게 된다. 작은눈귀상어는 식용으로도 이용이 되는 어종으로 주로 회, 스쿠알렌, 고기, 등으로 가장 많이 먹는다. 하지만 무분별하게 심각한 수준의 남획으로 인하여 국제 자연 보전 연맹(IUCN)에서 정한 멸종위기등급에서 위급의 등급인 멸종위기종으로 국제적으로 개체수의 보호를 받으며 연간에 잡을 수 있는 어획량을 엄격하게 제한하는 어종이다.

## 같이 보기
- 흉상어목
- 귀상어과